# الأخوات السريعات (فلم)
الأخوات السريعات هو فيلم وثائقي عرض عام 2015 من قبل أمبر فارس التي تتبعت مسيرة فريق السباقات الفلسطيني الإنثوي الأخوات السريعات واستكشاف القضايا الاجتماعية المحيطة بحياتهن المهنية. عرض كجزء من سوق اللحم في مهرجان شيفيلد دوك في 2011.

## الإنتاج
الفيلم هو إنتاج دولي مشترك بين شركات في فلسطين والولايات المتحدة وقطر والمملكة المتحدة والدنمارك وكندا.

## الاستقبال
تلقى الفيلم مراجعات إيجابية عموما من النقاد. على موقع روتن توميتوز الفيلم لديه درجة 80% على أساس 5 مراجعات بمعدل متوسط 7.7 / 10.